# Rawalpindi
Rawalpindi (Urdu, tiếng Pothohar, tiếng Punjab:  راولپنڈی,Rāwalpindī) là một thành phố thuộc Punjab, Pakistan. Thành phố có dân số ước tính năm 2010 là 1.991.656 người. Đây là thành phố lớn thứ 4 quốc gia này. Đây là vùng đô thị lớn thứ 3 Pakistan sau Karachi và Lahore.
Rawalpindi nằm ở phần cực bắc của tỉnh Punjab, cự ly 275 km (171 miles) về phía tây bắc Lahore. Thành phố là thủ phủ của quận Rawalpindi. Tổng diện tích thành phố khoảng 154 km².
Rawalpindi là nơi có sân bay của Islamabad, sân bay quốc tế Benazir Bhutto.